# Bauhaus (band)

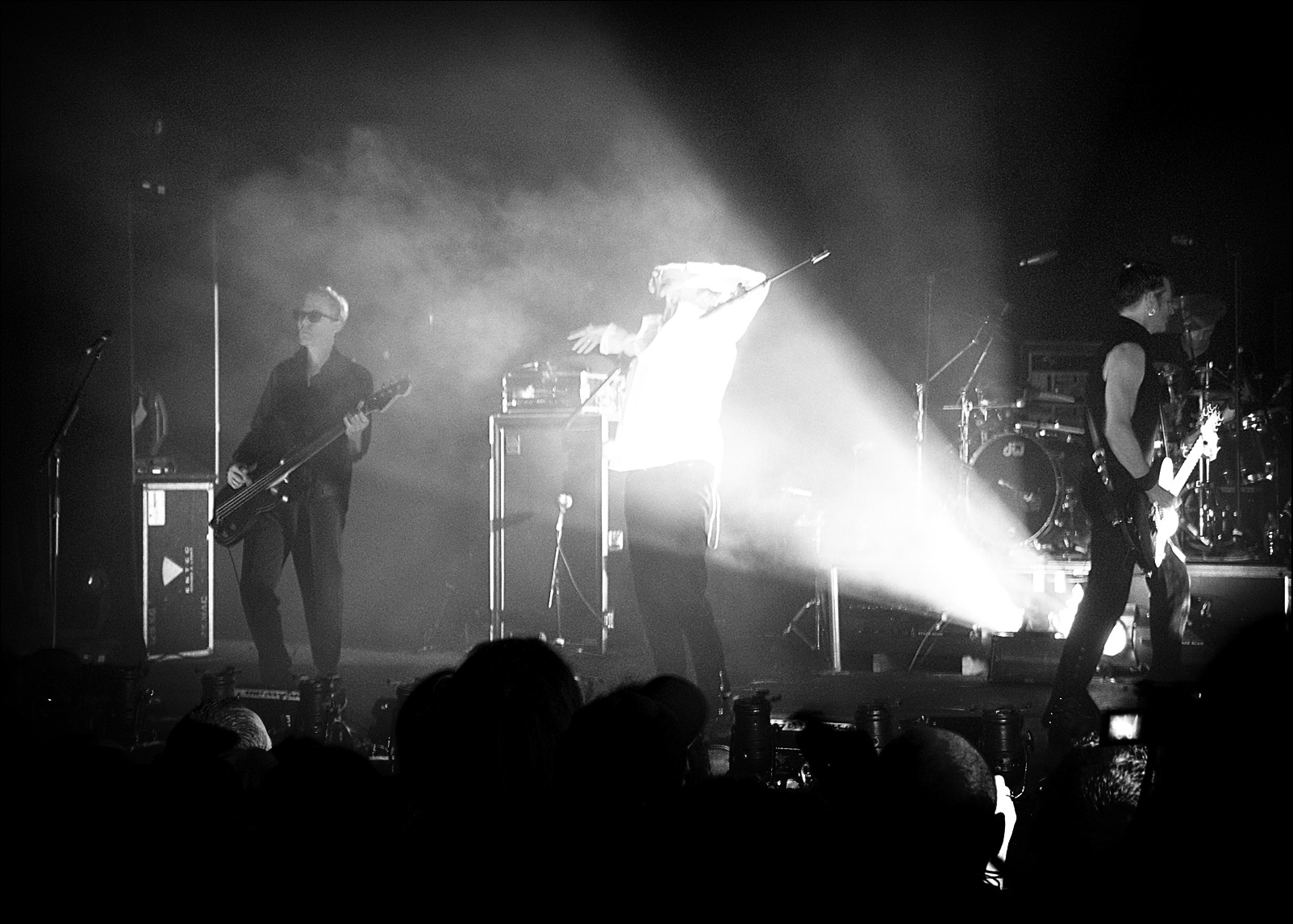
Bauhaus-concert in 2006 in Londen

Bauhaus is een Britse rockband wier muziek over het algemeen wordt geschaard onder het postpunk/gothic-genre.

## Biografie
De groep werd opgericht in Northampton in 1978. Bauhaus is geïnspireerd door de oude Bauhaus-kunst en door David Bowie. Ze hadden culthits met onder meer Bela Lugosi's Dead, Dark Entries en She's in Parties. In 1983 werd de groep ontbonden. De groepsleden waren sindsdien actief in diverse andere muzikale projecten.
Vanaf 1998 vonden er enkele kortstondige reünie-tournees plaats. In de zomer van 2006 was de groep op verschillende festivals te zien. Zo speelden zij onder meer op het Summer Darkness-festival, M'era Luna in Duitsland en de Lokerse Feesten.

## Bezetting
- Peter Murphy: zang
- Daniel Ash: gitaar, saxofoon
- David J: basgitaar
- Kevin Haskins: drums

## Studioalbums
- In the Flat Field (1980)
- Mask (1981)
- The Sky's Gone Out (1982)
- Burning from the Inside (1983)
- Go Away White (2008)

## Trivia
- Het nummer "Dark Entries" is het eerste nummer van het album Lilliput van het platenlabel 4AD, uitgebracht ter viering van de samenwerking met Warner Bros.
- Het nummer "Bela Lugosi's Dead" werd gebruikt in de film The Hunger. De film begint trouwens ook met een cameo van Peter Murphy, die dit nummer opvoert in een typisch donkere nachtclub uit de jaren tachtig.
- Het nummer "All We Ever Wanted was Everything" werd gebruikt in een aflevering van The Walking Dead.